# Illarion Michailowitsch Prjanischnikow

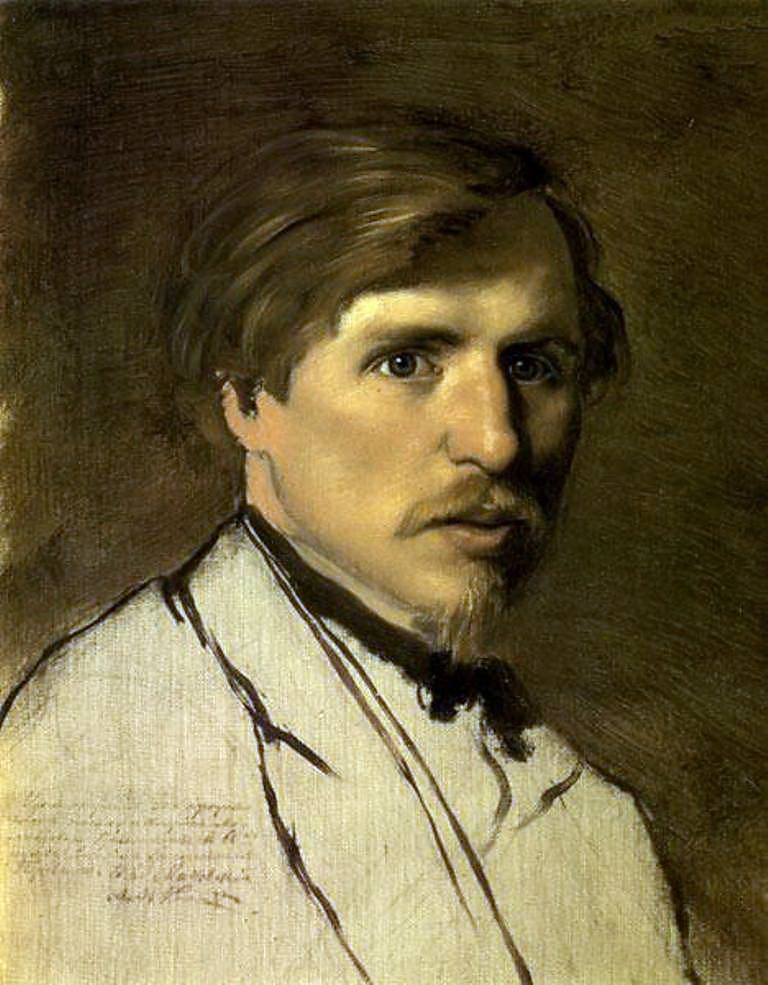
Illarion Prjanischnikow, porträtiert von Wassili Perow (1862)

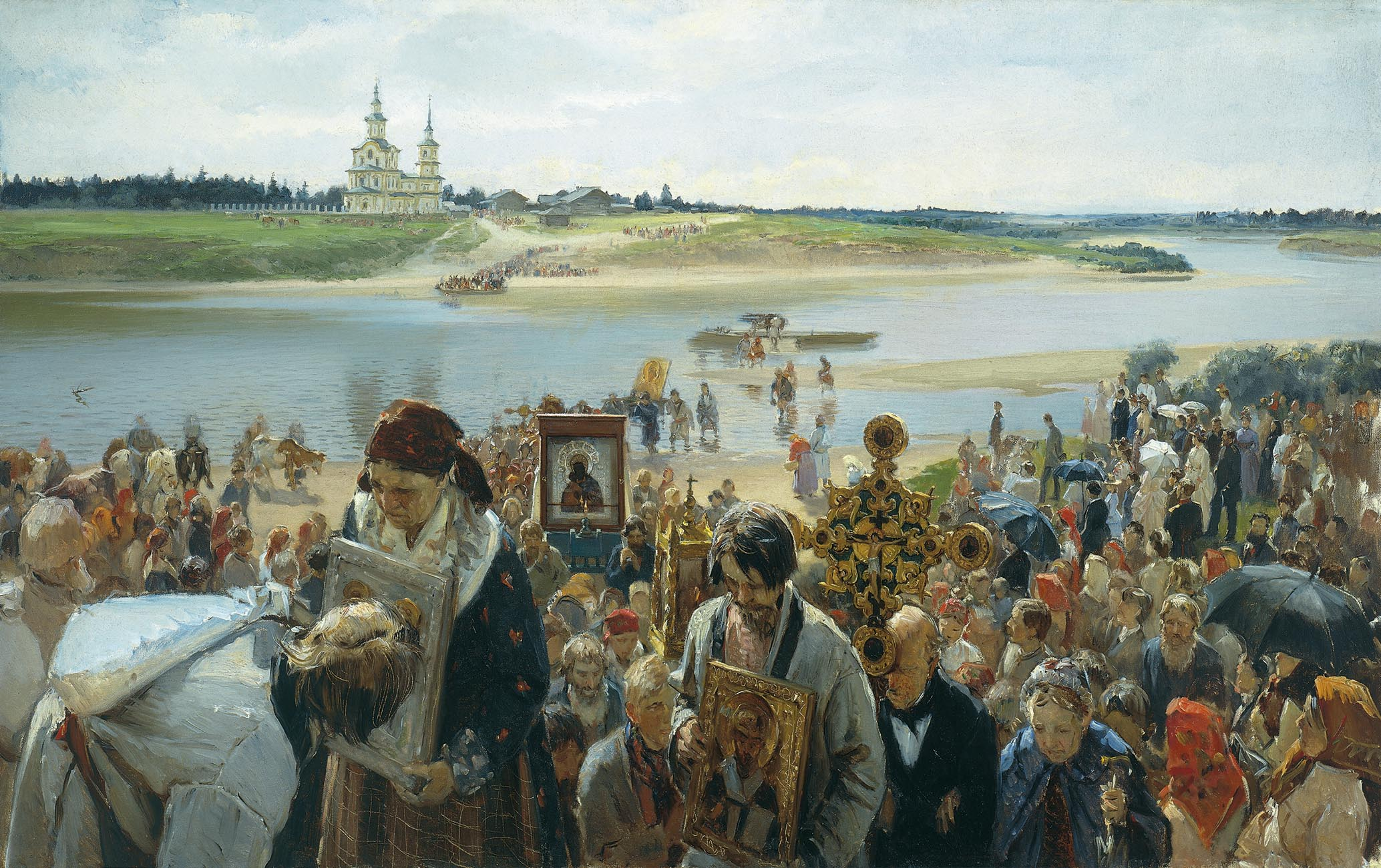
Oster-Prozession (1893)

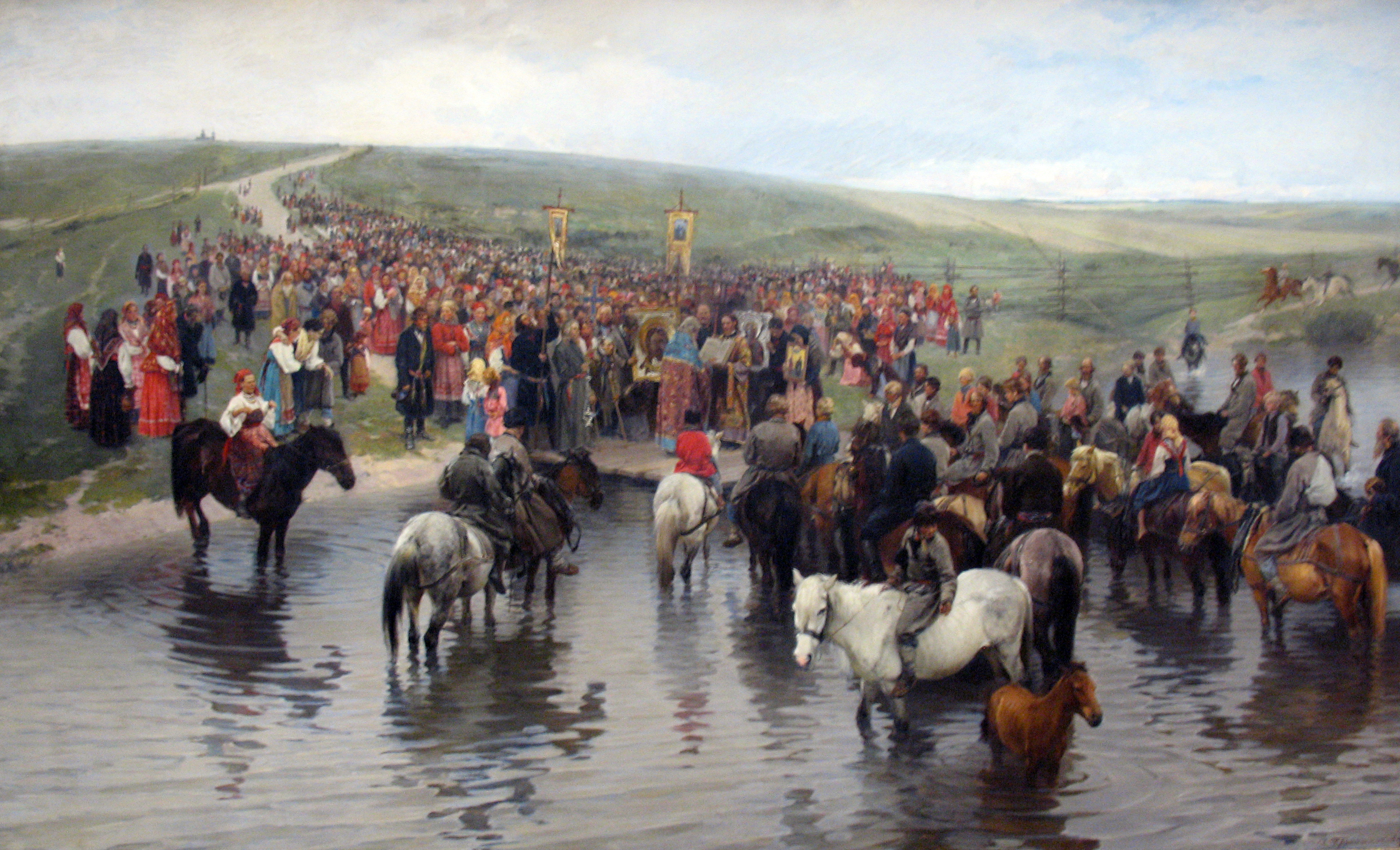
Auferstehungstag im Norden (1887)

Illarion Michailowitsch Prjanischnikow (russisch Илларион Михайлович Прянишников, wiss. Transliteration Illarion Michajlovič Prjanišnikov; * 20. Märzjul. / 1. April 1840greg. im Dorf Timaschowo im Gouvernement Kaluga; † 12. Märzjul. / 24. März 1894greg. in Moskau) war ein russischer Maler, Mitglied der Petersburger Kunstakademie und einer der Begründer der Künstlergruppe Peredwischniki.
Er wuchs auf in der Familie eines Kaufmannes. In der Zeit von 1856 bis 1866 studierte er an der Moskauer Hochschule für Malerei, Bildhauerei und Architektur unter anderem bei Sorokin und S. K. Sarjanko.
Als Maler wurde er stark von Wassili Grigorjewitsch Perow beeinflusst. Seit 1873 unterrichtete er an der Petersburger Kunstakademie. Diese Tätigkeit nahm er bis an sein Lebensende wahr. Zu seinen Schülern zählten unter anderem W. K. Bjalynizki-Byrulja, S. W. Iwanow sowie Sergei Alexejewitsch Korowin und Marianne von Werefkin.
Von Beginn an zählte Prjanischnikow zu den Unterstützern und ständigen Mitgliedern der Peredwischniki und gehörte zu deren Vorstand. Er verstarb 1894 in Moskau. Ein Großteil seiner Werke ist heute in der Tretjakow-Galerie ausgestellt.

## Werke (Auswahl)
- Bettlerjunge (Мальчик-коробейник) (um 1860)
- Lesen eines Briefes auf einer kleinen Bank (Чтение письма в мелочной лавке) (um 1860)
- Spaßvögel. Tor zur Schenke in Moskau (Шутники. Гостиный двор в Москве) (1865)
- Brandgeschädigte (Погорельцы) (1871)
- Fischer (Рибакъ) (1873)
- 1812 (В 1812 году) (1874)
- Grausame Romanzen (Жестокие романсы) (1881)
- Heimkehr vom Jahrmarkt (Возвращение с ярмарки) (1883)